# Ponératoxine
La ponératoxine est un peptide neurotoxique paralysant produit par la fourmi Paraponera clavata, surnommée la fourmi « balle de fusil ». Elle bloque l'inactivation des canaux sodiques voltage-dépendants et empêche ainsi la transmission synaptique dans le système nerveux central. La ponératoxine agit sur les canaux sodiques voltage-dépendants situé dans les muscles squelettiques, provoquant une paralysie, et sur les fibres nociceptives, provoquant des douleurs. Elle est classée + 4 sur l'indice de douleur par piqûre de Schmidt, la note la plus élevée dans ce système : des vagues de douleur peuvent se produire jusqu'à douze heures après une seule piqûre.
Elle est étudiée pour la fabrication de biopesticides,.

## Mécanisme d'action

Lié à la ponératoxine, le canal sodique reste ouvert, lequel prolonge les potentiels d'action, associés à la douleur causée par les piqûres de fourmis.

La ponératoxine perturbe le fonctionnement des canaux sodiques voltage-dépendants chez les vertébrés et les invertébrés. Elle provoque des activations répétitives et une prolongation des potentiels d'action, en particulier dans le système nerveux central des insectes. L'augmentation de la durée du signal transmis par les nerfs serait le facteur déterminant l'intensité de la douleur[réf. à confirmer].
Dans le réservoir de venin, la molécule est inactive en raison des conditions acides qui y règnent. Elle ne devient toxique que via un double processus : 
1. la ponératoxine doit se lier à une membrane cellulaire  (pour agir sur un canal sodique voltage-dépendant) ;
2. elle doit être exposée aux conditions basiques du site cible.

Ces deux modifications simultanées provoquent un changement conformationnel de la ponératoxine, ce qui rend cette protéines active.
En 2007, Catterall et ses collègues ont émis l'hypothèse que certaines neurotoxines polypeptidiques, qui modifient les canaux voltage-dépendants, fonctionnent via un mécanisme de « piégeage du capteur de tension ». Selon cette hypothèse, les neurotoxines similaires à la ponératoxine (telles que la toxine alpha-scorpion), agissent sur les  canaux sodiques en se liant au site récepteur 3 des canaux sodiques voltage-dépendants, ce qui affecte normalement leur capacité à s'inactiver. Par conséquent, les neurotoxines du site récepteur 3 affectent souvent les canaux sodiques en ralentissant ou en bloquant leur inactivation. 
En temps normal, la région du canal où se trouve le site récepteur de neurotoxine 3 subit un changement conformationnel avec un mouvement vers l'extérieur pour conduire à l'inactivation. Les neurotoxines liées au site récepteur 3 empêcheraient ce changement conformationnel, via une interaction avec des résidus d'acides aminés acides et hydrophobes sur ce site.
Lorsque des fibres musculaires squelettiques de grenouille ont été exposées à la ponératoxine, il a été constaté que la ponératoxine affectait principalement les canaux sodiques dépendant de la tension, en diminuant le courant de sodium de pointe, et en induisant un courant de sodium lent. Cette combinaison entraîne une activation des canaux sodiques à des potentiels très négatifs et une désactivation très lente, un phénomène couramment observé dans les tissus excitables. La ponératoxine est considérée comme un agoniste à action lente des muscles lisses.

## Structure

Structure de la ponératoxine.

Le peptide de ponératoxine est stocké dans un peptide inactif à 25 résidus (séquence d'acides aminés FLPLLILGSLLMTPPVIQAIHDAQR) dans le réservoir de venin de Paraponera clavata. La structure secondaire est caractérisée par un motif hélice-coude-hélice : deux hélices alpha reliées par un coude bêta.
Les deux hélices alpha sont formées par les résidus 3–9 à l'extrémité N-terminale et les résidus 17–24 à l'extrémité C-terminale, et elles sont reliées par un coude β aux résidus 11–16. Sur le plan tridimensionnel, cette structure présente une forme en V préférentielle avec les deux hélices subissant des interactions lâches non covalentes l'une avec l'autre. Ceci est remarquable en raison de sa similitude structurelle avec d'autres peptides qui interagissent avec la membrane, et indique que la ponératoxine interagira également avec la membrane et affectera ainsi les canaux sodiques voltage-dépendants intégrés,. De plus, la structure du peptide passe d'une pelote aléatoire à l'hélice-coude-hélice structurée lorsqu'elle est introduite dans un environnement de bicouche lipidique, ce qui indique que ce motif est important pour interagir avec la membrane.
Les deux hélices alpha, cependant, ont des caractéristiques nettement différentes. L'hélice alpha N-terminale est apolaire, contenant un noyau hydrophobe central avec des résidus hydrophiles à chaque extrémité, et n'est pas chargée. Sa structure est similaire à celle d'un peptide signal transmembranaire et implique qu'il s'ancrera à la membrane en enfouissant le noyau hydrophobe dans la bicouche. En particulier, le résidu phénylalanine volumineux et très hydrophobe est important pour interagir avec les bicouches lipidiques non chargées, telles que celles composées de phosphatidylcholine. L'hélice alpha C-terminale est amphipathique avec un côté affichant des résidus polaires et chargés, et l'autre affichant des résidus non polaires, ce qui entraîne l'insertion dans la membrane plasmique. Plus précisément, l'arginine chargée positivement et les résidus d'alanine non polaires se sont tous deux révélés essentiels pour la puissance de la ponératoxine. Voir le schéma, où les régions hydrophobes (rouges) et hydrophiles (bleues) de la ponératoxine et la bicouche lipidique s'alignent, démontrant que la structure évolue pour s'insérer dans la membrane, ce qui favorisera l'interaction avec les canaux sodiques voltage-dépendants.

## Toxicologie
Il est généralement admis qu'une piqûre de fourmi balle de fusil se rapproche de la sensation de se faire tirer dessus par une arme à feu. Justin Schmidt, un entomologiste qui a développé l'échelle de douleur par piqûre, considère la piqûre d'une fourmi balle de fusil comme étant la piqûre d'insecte la plus douloureuse qu'il ait connue. La douleur causée par les piqûres de Paraponera clavata peut durer plusieurs heures, voire jusqu'à 24 heures. L'intense douleur et sa durée sont dues aux effets de la ponératoxine. En plus de la douleur intense, les symptômes des piqûres de fourmis balles (ainsi que des piqûres d'autres fourmis du genre Paraponera ou du genre Dinoponera) sont de la fièvre, des sueurs froides, des nausées, des vomissements, une lymphadénopathie et des arythmies cardiaques.
Des tests de toxicité ont montré que la LT50 de la ponératoxine, administrée par vectorisation virale aux larves de S. frugiperda, était de 131 heures après l'injection. Une dose de 105 pfu de ponératoxine était suffisante pour tuer les larves de S. frugiperda, et une dose de 10 ng pouvait les paralyser. Sur la base de ces expériences, les scientifiques pensent que la ponératoxine peut constituer un bon candidat comme insecticide en raison de sa neurotoxicité pour les autres insectes, qui la rend capable d'immobiliser ou même de tuer les insectes infectés. La conception d'un virus recombinant, par ingénierie, d'un baculovirus qui exprime la ponératoxine, a été proposée pour servir de pesticide.